# تور دی۲
تور دی۲ (انگلیسی: Tour D2) آسمان‌خراش اداری ۳۷ طبقه مستقر در لا دفانس، فرانسه است، که پروژه ساخت آن در سال ۲۰۱۱ آغاز شد و در سال ۲۰۱۴ به بهره‌برداری رسید.